# Sant Quintí de Montclar
Sant Quintí de Montclar és un enclavament del municipi de Montclar, al Berguedà, que delimita amb els municipis veïns d'Avià, Casserres i l'Espunyola.
Té una extensió de 2,88 km². A diferència de la resta del municipi està situat a la conca del Cardener aquesta part és dins la conca del Llobregat, mitjançant el seu afluent: la riera de Clarà. Dins l'enclavament hi ha l'església de Sant Quintí, que dona nom al nucli de població, juntament amb el mas que li fa costat, així com la casa del Pujol, els Plans, Puxot i Casanova.

## Església de Sant Quintí
Dins l'enclavament trobem l'església romànica de Sant Quintí. Aquesta església té una nau acabada amb un absis semicircular. La nau és coberta amb una volta de canó i l'absis es tanca amb un quart d'esfera molt primitiu. El campanar de cadireta està molt deteriorat. D'aquesta església en procedeix un vas de relíquies romànic del segle xi que es conserva al Museu Diocesà i Comarcal de Solsona. Sant Quintí fou una sufragània dependent de la parroquial de Sant Martí de Montclar, dins el bisbat d'Urgell. Per l'església romànica hi passa una ruta senyalada de BTT que surt d'Avià.

## Vegeu també

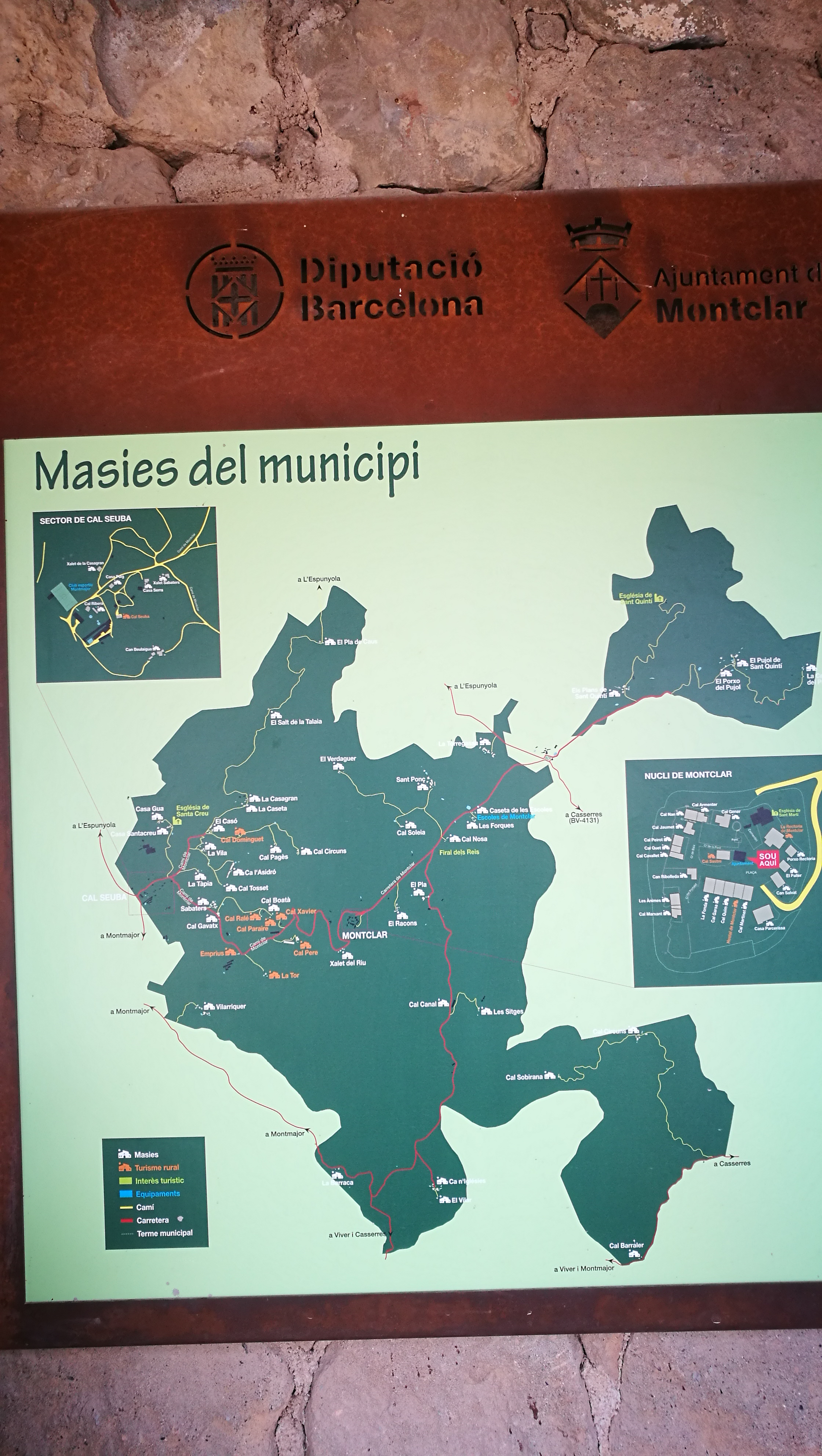
Enclavament de Sant Quintí de Montclar al municipi de Montclar